# 슈퍼 마리오 3D랜드
《슈퍼 마리오 3D랜드》(일본어: スーパーマリオ3Dランド, 영어: Super Mario 3D Land, 약칭 SM3DL)는 닌텐도 EAD 도쿄가 개발하고 닌텐도 3DS로 발매된 슈퍼 마리오 시리즈 중 하나이다. 장르는 3D 액션 게임을 표방하고 있으며, 닌텐도 3DS의 입체 영상 기능을 사용함으로써 화면 안쪽에서 느껴지는 공간의 느낌이 생동감있게 전달됨에 따라, 다가오는 적이나 공중에 떠 있는 블록의 위치를 쉽게 알 수 있고, 더더욱 다양한 장치로 구성된 코스들을 경험해 볼 수 있다.
일본에서는 2011년 11월 3일, 북미에서는 2011년 11월 13일, 유럽에서는 2011년 11월 18일, 그리고 오스트레일리아에서는 2011년 11월 24일에 발매되었다. 대한민국에서는 2012년 4월 28일 닌텐도 3DS와 함께 발매되었다.

## 줄거리
버섯 왕국의 명물인 꼬리 나무의 나뭇잎들이 폭풍우에 쓸려나가 쿠파가 이를 악용하였고, 꼬리 나무를 살펴보러 온 피치 공주까지 납치하면서, 마리오와 키노피오들은 나무 주변으로 다가가자 편지 한 통을 발견했고, 그 편지에는 쿠파가 또 피치 공주를 납치했다는 사진이 있었다. 그래서 마리오가 꼬리 나무를 원래대로 되돌리는 것과 피치 공주를 구출하는 내용이다. 나무 클리셰만 제외하면 슈퍼 마리오브라더스같은 고전적 클리셰에 가깝다.

## 게임 플레이
슈퍼 마리오브라더스 시리즈와 비슷한 방식이나, 이번 게임에서는 3D로 구현한 플레이 방식을 고수하고 있다. 월드 8까지 있으며 월드 1, 5, 8에서만 성 스테이지로 되어 있는 반면 나머지는 비행선 스테이지로 되어 있다. 카메라 시점도 고정되어 있으며, 망원경으로 한정된 범위 내를 관찰할 수도 있다. 깃대를 잡으면 점수가 아닌 코인을 주며, 깃대를 높게 잡을수록 많은 코인을 준다. 꼭대기에 올라가면 1UP을 받을 수 있고 10초당 코인 1개를 추가로 얻을 수 있다. 프로펠러박스를 착용하면 1UP 보너스를 준다.
뉴 슈퍼 마리오브라더스 시리즈와 비슷한 스타코인 요소가 들어가 있기 때문에 쿠파 성까지의 스토리 진행을 위해서는 스타코인이 필요하다. 슈퍼 마리오 월드의 아이템 보관 요소도 들어가 있다.
이번에 프로펠러박스와 부메랑플라워, 미스터리박스 등의 요소가 추가됐으며 슈퍼 마리오브라더스 3의 파워업인 너구리마리오가 부활하였다. 또, 월드 8을 클리어하면 생기는 스페셜 월드도 생겼으며 스페셜 월드는 일반 모드보다 난이도가 어려운 스테이지가 있다. 슈퍼 마리오브라더스 더 로스트 레벨즈에 나온 독버섯이 등장하고, 제한 시간이 30초인 스테이지가 있는 등의 특징이 있으며 엇갈림 통신으로 미스터리박스를 교환하는 방법 또는 Mii를 만나면, 아이템을 주는 방식이 있다.

## 등장 캐릭터

### 루이지
마리오의 동생으로, 스페셜 월드 1을 클리어하면 플레이할 수 있다.

### 피치 공주
쿠파에게 납치당한 버섯 왕국의 공주로, 월드를 클리어해서 마리오가 진행할 때마다 사진을 보여주는데 쿠파에게 납치당했으나 파라솔로 타워굼바를 처치하는 등, 나중에는 도망치다 월드 8에서는 다시 납치되며 쿠파의 손아귀에 쥐고 있는 모습을 보게 된다.

### 쿠파
쿠파 군단의 대마왕으로, 쿠파 군단이 슈퍼나뭇잎을 악용하다가 이 틈을 타서 피치 공주를 납치한 바 있다. 월드 8-성 스테이지에서는 비행선에 올라타 축구공을 던진다.
심지어, 슈퍼 마리오브라더스에서는 처치가 쉽게 가능했던 파이어볼로는 통하지가 않으며 쿠파를 물리치면 파편을 맞아 용암에 빠지지만 다시 피치 공주를 데리고 날아가버린다.
월드 1, 5에서는 너구리쿠파가 나오며 스페셜 월드에서는 좀비쿠파가 나온다.

### 부메랑브러스
해머브러스의 파생으로, 부메랑을 던지면서 공격한다. 부메랑브러스를 처치하면 부메랑플라워를 준다.

### 부웅부웅
슈퍼 마리오브라더스 3 이후 23년만에 돌아온 중간 보스로 3와는 달리 비행선 보스로, 월드 2, 3, 7에서만 등장한다. 주먹을 붕붕 휘두르며 돌진하는 공격 방식이 있다. 부웅부웅의 여성 캐릭터로는 푸웅푸웅이 있다. 부웅부웅과는 달리 부메랑을 던져서 공격하는 방식이다. 그런데 푸웅푸웅은 3D 월드에서 무기가 표창으로 바뀌고 분신술을 사용한다. 이 3D 랜드와는 다른 패턴을 들고왔다.

## 아이템

### 슈퍼버섯
꼬마 마리오 (이번 게임에서는 꼬마리오 상태일 때 모자를 쓰지 않는다.)상태에서 얻으면 슈퍼마리오가 된다.

### 파이어플라워
슈퍼마리오인 상태에서 얻으면 파이어마리오가 될 수 있으며 기존의 슈퍼 마리오 시리즈와 비슷하게 파이어볼을 던진다.

### 슈퍼나뭇잎
슈퍼마리오인 상태에서 얻으면 너구리마리오가 될 수 있으며 꼬리를 휘둘러 적을 공격할 수 있다. 다만 너구리마리오라는 요소는 슈퍼 마리오브라더스 3에서 등장했으며 너구리 슈트를 획득 해야만 너구리마리오가 될 수 있었다. 루이지일 경우 여우루이지로 변신한다.

### 돌부처나뭇잎
돌 부처 나뭇잎을 얻으면 돌부처마리오/루이지가 될 수 있다.능력은 너구리 마리오/여우 루이지와 같지만 돌부처로 변신할 수 있는 능력이 있다

## 평가
정말 전에 느낀 3D 마리오 시리즈에서는 느낄 수 없었던 고전적인 순수함을 일으킨 작이다.